# براندون روك
براندون روك (بالإنجليزية: Brandon Rock)‏ هو منافس ألعاب قوى أمريكي، ولد في 8 يوليو 1972 في لاس فيغاس في الولايات المتحدة.

## وصلات خارجية
- براندون روك على موقع الاتحاد الدولي لألعاب القوى (الإنجليزية)
- براندون روك على موقع أوليمبيديا (الإنجليزية)